# Sophie Podolski
Sophie Podolski (Bruselas, 8 de octubre de 1953-Ib., 29 de diciembre de 1974) fue una poeta y artista gráfica de origen belga. En su corta vida publicó el libro Le pays où tout est permis (1972), que contó con una segunda edición (1973) con un prólogo del escritor francés Philippe Sollers titulado »Biología». Su poesía fue celebrada por el escritor chileno Roberto Bolaño en sus novelas Los detectives salvajes, Amberes y Estrella distante, y en diversos poemas y relatos como «Carnet de baile» y «Vagabundo en Francia y Bélgica». Roberto Bolaño se refiere a Podolski en la crónica “Autores que se alejan” y le dedica los poemas “Apuntes para una anti-elegía a Sophie Podolski”, el homónimo “Sophie Podolski”, “La totalidad del viento" y “El Nilo”. 
De familia ucraniana, Podolski estudió grabado en la Academia de Boitsfort y se relacionó con la comunidad artística del Centro de Investigación de Montfaucon. Padecía de esquizofrenia y pasó un tiempo en clínicas psiquiátricas de París y Bruselas. Intentó suicidarse en esta última ciudad el 19 de diciembre de 1974. Falleció diez días después como consecuencia de ello. 
Podolski dejó una serie de poemas y obras gráficas inéditas que fueron publicadas póstumamente por el historiador de arte Marc Dachy. La revista literaria Luna Park publicó en 1980 el número especial: Sophie Podolski Snow Queen.
Sobre su obra puede consultarse, en español, el artículo de la psicoanalista Anouck Cape: «Sophie Podolski y la escritura-mundo».